# النا تاتارکووا
 النا تاتارکووا (انگلیسی: Elena Tatarkova؛ زادهٔ ۲۲ اوت ۱۹۷۶) یک تنیس‌باز اهل اوکراین است. 